# Xanthopastis moctezuma
Xanthopastis moctezuma är en fjärilsart som beskrevs av Dyar 1913. Xanthopastis moctezuma ingår i släktet Xanthopastis och familjen nattflyn. Inga underarter finns listade i Catalogue of Life.